# Lijst van burgemeesters van Dodewaard
Dit is een lijst van burgemeesters van de voormalige Nederlandse gemeente Dodewaard. Op 1 januari 2002 fuseerden Dodewaard, Echteld en Kesteren tot de nieuwe gemeente Kesteren die in 2003 hernoemd werd tot de gemeente Neder-Betuwe.
| Ambtsperiode | Naam burgemeester                                   | Leven     | Partij of stroming | Bijzonderheden                                               |
| ------------ | --------------------------------------------------- | --------- | ------------------ | ------------------------------------------------------------ |
| 1818 - 1825  | Derk/Dirk Slingervoet                               |           |                    | Schout (van 1811 tot 1813 al maire)                          |
| 1825 - 1827  | Hendrik Slingervoet                                 |           |                    |                                                              |
| 1827         | Dries Driessen                                      |           |                    | Waarnemend                                                   |
| 1827 - 1864  | Cornelis Taats                                      |           |                    |                                                              |
| 1864         | Marinus Hendrik Ramondt                             |           |                    |                                                              |
| 1864 - 1879  | Huibert Budding                                     |           |                    |                                                              |
| 1879 - 1881  | Gustaaf Willem Adolph Wolf van der Feltz            |           |                    |                                                              |
| 1882         | Antonie Roelofs                                     |           |                    | Waarnemend                                                   |
| 1882 - 1910  | Arie Dirk Duijs                                     | 1840-1910 |                    |                                                              |
| 1911 - 1919  | Mr. Gulian Cornelis (G.C.) Crommelin                | 1877-1953 |                    |                                                              |
| 1919 - 1921  | Mr. Johannes Adrianus van Tienhoven                 | 1881-1965 |                    | Voorheen burgemeester van Marum, later burgemeester van Hoek |
| 1921 - 1944? | J.A. den Hartog                                     | 1881-1960 |                    |                                                              |
| 1944 - 1946  | ds. J.H. Teerink                                    |           |                    | waarnemend                                                   |
| 1946 - 1954  | Gerhard Johannes ter Braak                          | 1917-1979 |                    | eerst waarnemend, later burgemeester van Neede               |
| 1955 - 1965  | Jhr. mr. Henric Gerrit (H.G.) van Holthe tot Echten | 1922-2001 | CHU                |                                                              |
| 1966 - 1972  | Henk (H.J.) Knopers                                 | 1918-2001 | PvdA               |                                                              |
| 1972 - 1980  | Mr. Jack (J.A.N.) Patijn                            | 1939-2019 | PvdA               |                                                              |
| 1980 - 1981  | Ko (J.H.) Bergh                                     | 1915-2005 | PvdA               | Waarnemend                                                   |
| 1981 - 1988  | Abraham (A.A.J.) Goldberg                           | 1922-2005 | VVD                | Waarnemend                                                   |
| 1988 - 1998  | André (A.D.) Harinck                                | 1935-2019 | CDA                |                                                              |
| 1998 - 2002  | Will (W.M.) de Laat                                 | *1939     | CDA                | Waarnemend                                                   |